# Ammophila arenaria subsp. arundinacea
Ammophila arenaria subsp. arundinacea é uma subespécie de planta com flor pertencente à família Poaceae. 
A autoridade científica da subespécie é (Husn.) H. Lindb., tendo sido publicada em Acta societatis scientiarum fennica. Series B. Opera biologica 1(2): 10. 1932.

## Portugal
Trata-se de uma subespécie presente no território português, nomeadamente em Portugal Continental.
Em termos de naturalidade é nativa da região atrás indicada.

## Protecção
Não se encontra protegida por legislação portuguesa ou da Comunidade Europeia.